# Pycnomerus gomyi
Pycnomerus gomyi es una especie de coleóptero de la familia Zopheridae.

## Distribución geográfica
Habita en las islas Comoras.